# 倫斯勒 (密蘇里州)
倫斯勒（英語：Rensselaer）是位於美國密蘇里州羅爾斯縣的村。

## 人口
根據2020年美國人口普查的數據，倫斯勒的面積為5.20平方千米，當中陸地面積為5.06平方千米，而水域面積為0.14平方千米。當地共有人口253人，而人口密度為每平方千米49人。